# District central (Taichung)
Pour les articles homonymes, voir District central.
Le district central (en chinois : 中區 ; en pinyin : Zhōng Qū) est un district urbain de la ville de Taichung, à Taïwan. Il est situé au cœur de la ville, bien qu'il ait connu un déclin ces dernières années à mesure que de nouveaux quartiers à proximité, comme Xitun, ont connu une croissance économique. Il est, à la fois, le plus petit district et la plus petite subdivision cantonale de Taïwan avec une superficie inférieure à un km2.

## Histoire
La ville de Taichung a d'abord été établie dans ce quartier. Comme la région était autrefois un marécage, les premiers habitants se sont installés près d'une petite colline connue sous le nom de Dadun (大墩). Sous la dynastie Qing, cette région s'est développée en une ville prospère.

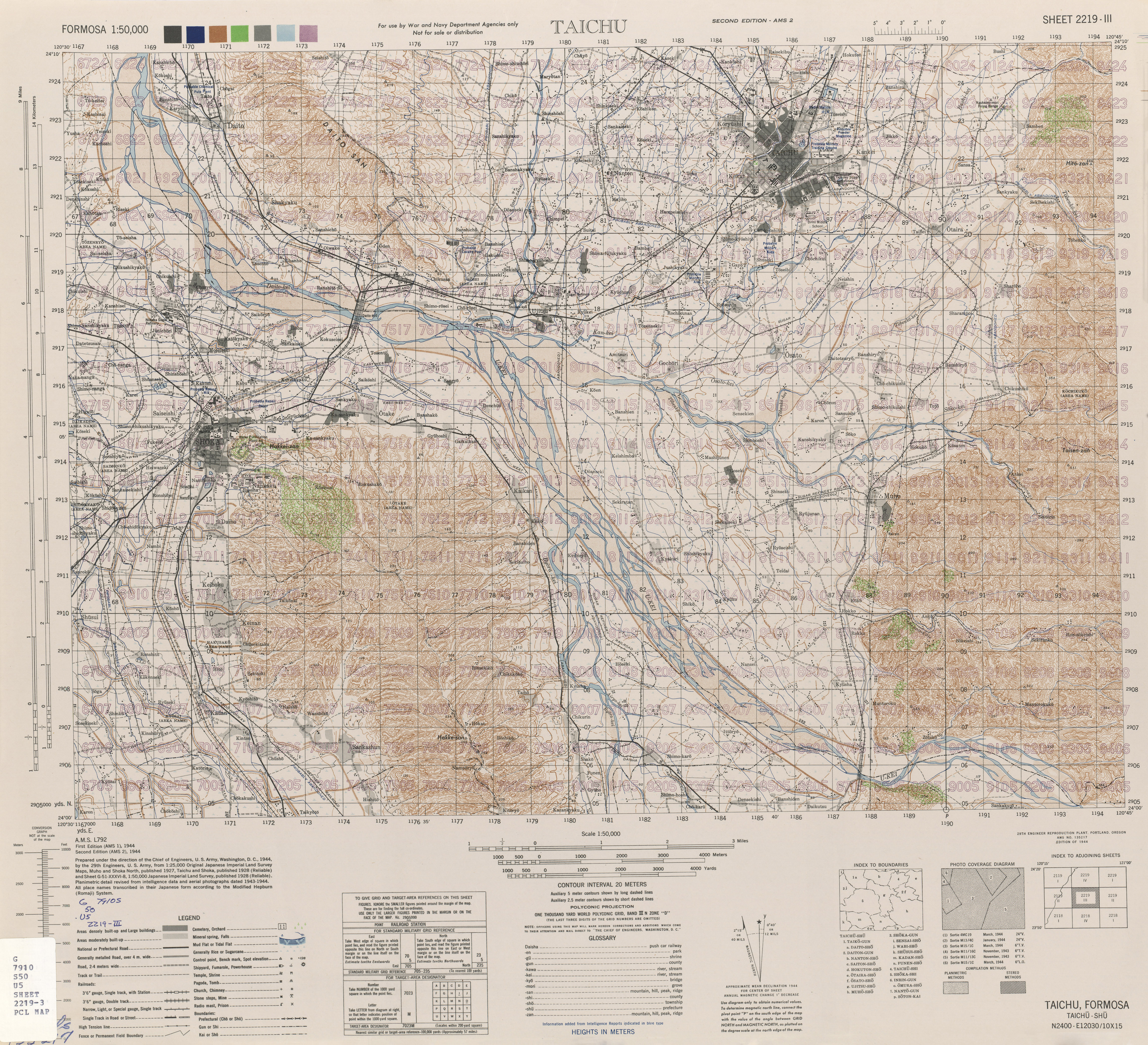
Carte de Taichung (nommée TAICHŪ) et de ses environs (1944).

La région a connu un développement massif au cours de la colonisation japonaise sous la supervision de Goto Shinpei. Dans le cadre du plan créé par William Kinnimond Burton et Hamano Yashiro, un plan quadrillé a été adopté. Par ailleurs, la gare de Taichung a été construite à cette époque.
Sous la République de Chine, plusieurs districts japonais, dont Tachibana-cho, Midori-cho, Sakae-cho, Taisho-cho, Takara-cho, Nishiki-cho, Shintomi-cho, Yanagi-cho, Hatsune-cho et Wakamatsu-cho ont été fusionnés pour former le district Central.
Le district Central était autrefois le cœur de toutes les affaires et du commerce à Taichung. Cependant, comme le quartier a été planifié à l'époque japonaise, les routes sont trop étroites pour s'adapter à la croissance moderne. Par conséquent, cette zone urbaine a connu un déclin à mesure que de nouveaux districts, comme celui de Xitun à l'ouest, se développaient rapidement. En 2010, la mairie de Taichung a déménagé du district central au district de Xitun. Récemment, des efforts ont été déployés pour rénover la ville, les entreprises locales utilisant les bâtiments historiques de la ville pour créer des boutiques et des restaurants uniques.

## Démographie
- Population : 17 654 habitants (janvier 2023)
- Densité : 20 061 hab/km2

## Divisions administratives

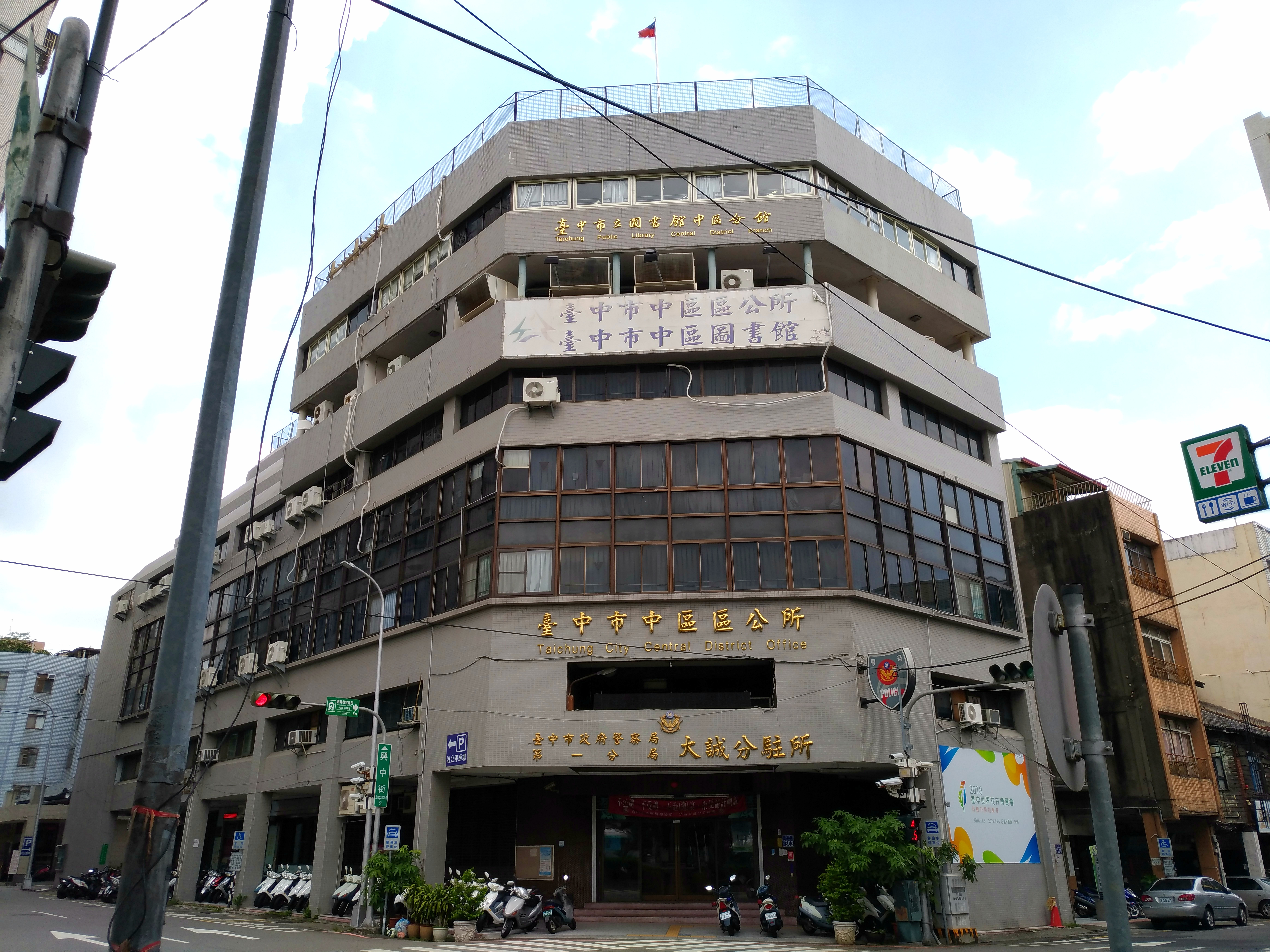
Bureau du district Central

| Nom en français     | Nom chinois |
| ------------------- | ----------- |
| Village de Dacheng  | 大誠里      |
| Village de Luchuan  | 綠川里      |
| Village de Jiguang  | 繼光里      |
| Village de Gongyuan | 公園里      |
| Village de Guangfu  | 光復里      |
| Village de Dadun    | 大墩里      |
| Village de Liuchuan | 柳川里      |
| Village de Zhonghua | 中華里      |

## Attractions touristiques
- Central Bookstore

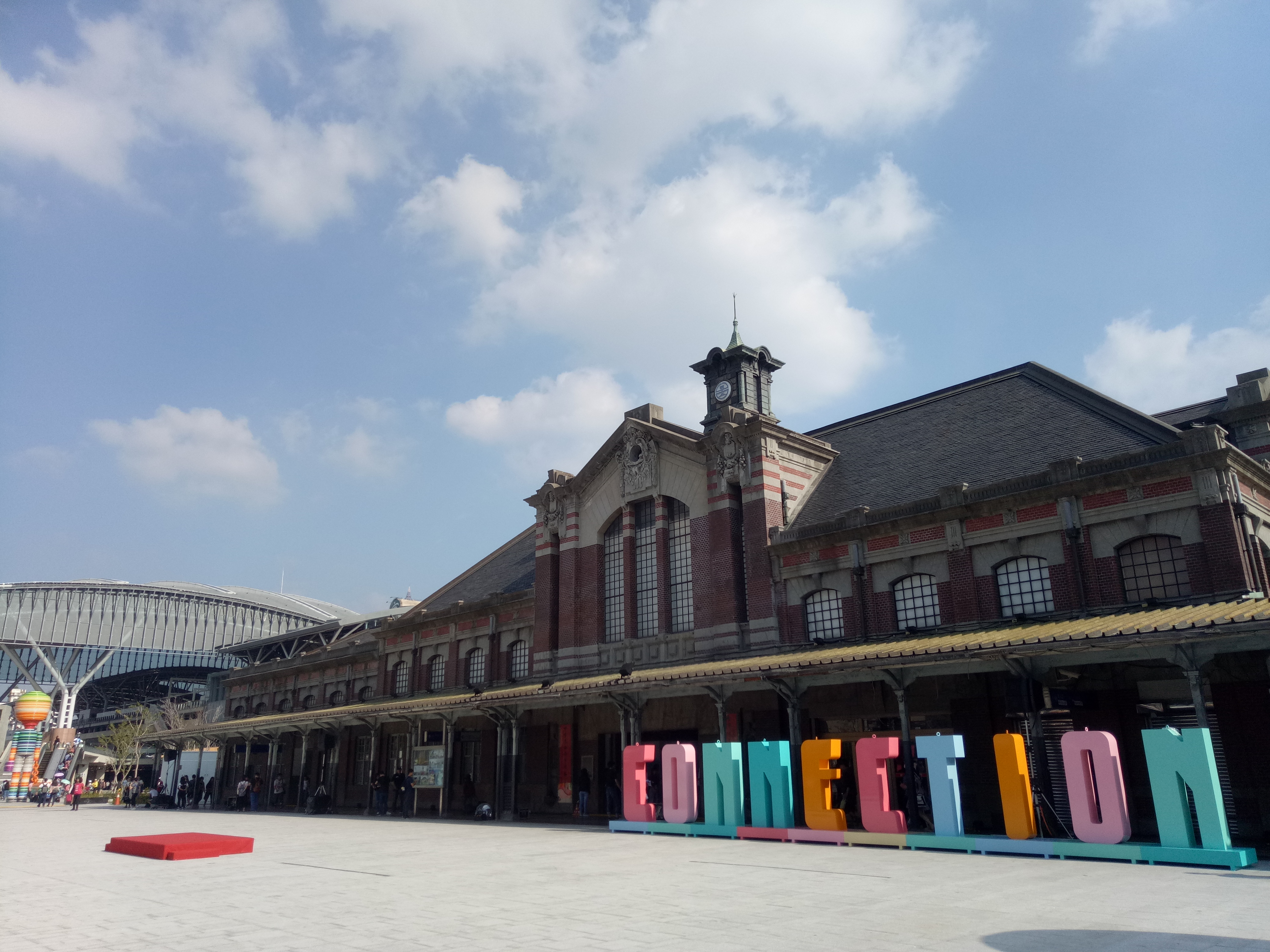
Ancienne gare de Taichung.

- Siège et musée de la banque Chang Hwa
- Miyahara Ice Cream
- Ancienne gare de Taichung
- Deuxième marché de la ville de Taichung

## Transport
Le district Central est desservi par la gare ferroviaire TRA de Taichung par la route provinciale 12.